# Błaszki
Błaszki é um município da Polônia, na voivodia de Łódź e no condado de Sieradz. Estende-se por uma área de 1,62 km², com 2 213habitantes, segundo os censos de 2016, com uma densidade de 1366,0  hab/km².